# Peperomia petrophila
Peperomia petrophila är en pepparväxtart som beskrevs av C. Dc.. Peperomia petrophila ingår i släktet peperomior, och familjen pepparväxter. Inga underarter finns listade i Catalogue of Life.